# Smrk pod Hartenberkem
Smrk pod Hartenberkem je památný strom, který se nacházel v lesním porostu na pravém břehu Dolinského potoka na SV úpatí ostrohu pod zámkem Hartenberg (též Hartenberk) cca 130 m severně od železniční zastávky Hřebeny v okrese Sokolov v Karlovarském kraji. Smrk ztepilý (Picea abies) měl silný, prohnutý kmen, výrazné kořenové náběhy, vysoko nasazenou korunu. Strom měl měřený obvod 411 cm, výšku 45 m (měření 2007). 
Za památný byl vyhlášen v roce 2007. Je zároveň uveden na seznamu významných stromů Lesů České republiky.V létě roku 2025 se strom zlomil a kmen byl odstraněn

## Stromy v okolí
- Borovice u Svatavy
- Borovice u Hartenberku
- Klenový troják v Hřebenech
- Hřebenské lípy
- Buky u černé kapličky
- Stříbrný javor v Husových sadech